# Maria Ferdinanda de Saxonia
Prințesa Maria Ferdinanda de Saxonia (27 aprilie 1796 – 3 ianuarie 1865) a fost fiica Prințului Maximilian de Saxonia și a primei soții a acestuia, Prințesa Caroline de Parma. Prin căsătorie a devenit Mare Ducesă de Toscana din 1821 până în 1824.

## Primii ani
Maria Ferdinanda s-a născut la Dresda la 27 aprilie 1796 și a fost a doua fiică a Prințului Maximilian de Saxonia și a primei soții a acestuia, Prințesa Caroline de Parma. Mama ei a murit în 1804; tatăl s-a recăsătorit 21 de ani mai târziu însă din această căsătorie nu au rezultat copii. Prințul Maximilian a renunțat la drepturile sale asupra succesiunii tronului în favoarea fiului său cel mare, Frederic Augustus și a murit în 1838.
Maria Ferdinanda a avut șase frați, cei mai mulți dintre ei au făcut căsătorii bune. Sora ei mai mare a fost Prințesa Amalie, o compozitoare notabilă. Fratele ei mai mic a devenit în 1836 regele Frederic Augustus al II-lea al Saxoniei. Următorul frate a fost Prințul Klemens care a murit la vârsta de 24 de ani. Următorii trei frați (Maria Anna, Ioan și Maria Josepha) au devenit prin naștere sau prin căsătorie Mare Ducesă de Toscana, rege al Saxoniei și regină a Spaniei.
În 1817, Maria Ferdinanda și-a însoțit sora mai mică, Prințesa Maria Anna, la  Florența, unde trebuia să se căsătorească cu viitorul Leopold al II-lea, Mare Duce de Toscana. Cele două surori erau foarte apropiate așa încât Maria Anna era speriată să meargă fără compania Mariei Ferdinanda. Cuplul s-a căsătorit în mod corespunzător însă ceva neașteptat a avut loc; Maria Ferdinanda a pus ochii pe tatăl mirelui, Ferdinand al III-lea, Mare Duce de Toscana.

## Căsătorie
La 6 mai 1821, în ziua în care soțul ei împlinea 52 de ani, Maria Ferdinanda în vârstă de 25 de ani s-a căsătorit cu Ferdinand al III-lea, Mare Duce de Toscana la Florența. Ea a fost a doua soție a Marelui Duce și era verișoară primară cu prima soție a Ducelui, Prințesa Luisa a celor Două Sicilii. Prin căsătorie, Maria Ferdinanda a devenit soacra surorii sale.
Soțul ei a murit trei ani mai târziu; astfel, Leopold și Maria Anna au devenit Mare Duce și Mare Ducesă de Toscana.

## Ultimii ani
În 1859, familia regală din Toscana au pierdut tronul în urma unificării Italiei. Familia regală a părăsit Palazzo Pitti din Florența pentru curtea austriacă a împăratului Franz Joseph al Austriei de la Viena. Maria Ferdinanda a trăit în special la Schlackenwerth însă adesea era invitata fratelui ei, regele Ioan al Saxoniei, la Dresda. A avut în special o relație apropiată cu sora ei Amalie.
Maria Ferdinanda a rămas văduvă timp de 41 de ani; a murit la 3 ianuarie 1865 și a fost înmormântată la Cripta Imperială din Viena. 